# Quaestus sharpi
Quaestus sharpi es una especie de escarabajo del género Quaestus, familia Leiodidae. Fue descrita por Escalera en 1898.

## Distribución
Se encuentra en España.

## Subespecies
Se reconocen las siguientes:
- Q. s. bolivari
- Q. s. intermedius
- Q. s. monacatus
- Q. s. nigricans
- Q. s. sharpi